# Ramón Heredia
Ramón Armando Heredia Ruarte (Córdoba, 26 febbraio 1951) è un ex calciatore argentino, di ruolo difensore.

## Carriera

### Giocatore

#### Club
Iniziò la sua carriera con il Club San Lorenzo de Almagro nel 1969, facendo parte di una formazione che vinse nel 1972 il campionato nazionale.
Difensore arcigno ma anche capace di segnare fu acquistato dall'Atlético Madrid nel 1973. Qui vive la parte migliore della sua carriera disputando la finale di Coppa dei Campioni nel 1974 e vincendo una Coppa Intercontinentale nel 1974, una Liga (1976-1977) ed una Coppa del Re nel 1976. Nel 1977 passa ai francesi del Paris Saint-Germain dove non riesce a ripetersi ad alto livello; nel 1979 torna così in Argentina, prima al Sarmiento de Junin e poi al Mariano Moreno, club della stessa città. Si ritira a 31 anni nel 1982.

#### Nazionale
A livello internazionale ha fatto parte della nazionale argentina dal 1970 al 1975 partecipando ai mondiali del 1974. In totale con la maglia albiceleste, Heredia disputò 20 partite con due gol.

### Allenatore
Una volta ritiratosi ha intrapreso la carriera di allenatore in Spagna allenando: il CD Toledo, l'Atlético Madrid, il Cadice, il Real Jaén e l'Unión Deportiva San Pedro.

## Palmarès

### Club

#### Competizioni nazionali
- Campionato argentino: 1

San Lorenzo: 1972 (Metropolitano)
- Coppa di Spagna: 1

Atlético Madrid: 1975-1976
- Campionato spagnolo: 1

Atlético Madrid: 1976-1977

#### Competizioni internazionali
- Coppa Intercontinentale: 1

Atlético Madrid: 1974